# Mariska (cantante)
Mariska, pseudonimo di Anna Maria Rahikainen (Helsinki, 19 febbraio 1979), è una cantante e rapper finlandese.

## Biografia
Mariska ha iniziato a suonare il pianoforte all'età di 7 anni all'Accademia Sibelius. Nell'adolescenza ha fatto parte di un gruppo di musica classica chiamato Oheisvasara. Nel 1998 si è trasferita a Londra per intraprendere studi classici all'università. Prima di ottenere popolarità, suonava come tastierista nel gruppo punk Stratford Mercenaries.
Mentre si trovava in Inghilterra, Mariska ha realizzato la demo Te zee, che ha inviato a varie case discografiche nel 2001. Il prodotto ha attratto l'interesse della Warner Music Finland, che ha offerto a Mariska un contratto. Il suo singolo di debutto Tarkasta tämä è uscito nell'estate del 2002 e ha raggiunto la 6ª posizione della Suomen virallinen lista. Ha anticipato l'album Toisin sanoen, che ha conquistato il 23º posto nella top 50 finlandese. Il suo secondo album del 2004, Memento mori, è ad oggi il suo miglior risultato commerciale: ha infatti raggiunto il 9º posto in classifica.
Nei primi anni 2010 Mariska ha cambiato notevolmente la sua immagine: dalla musica hip hop è passata ad uno stile jazz e blues. Ha pubblicato due album come Mariska & Pahat Sudet.
Nel 2018 ha debuttato come scrittrice con il libro di poesie Määt ja Muut - Runoja eläimistä ja ihmisistä-runokirjalla, mentre nel 2020 è entrata nel mondo del teatro, traducendo tutte le canzoni per la versione finlandese del musical We Will Rock You.

## Discografia

### Album in studio
- 2002 - Toisin sanoen
- 2004 - Memento mori
- 2005 - Suden hetki
- 2010 - Mariska & Pahat Sudet (Mariska & Pahat Sudet)
- 2012 - Kukkurukuu (Mariska & Pahat Sudet)
- 2016 - Matador
- 2019 - Mariska

### Singoli
- 2002 - Tarkasta tämä
- 2002 - Anteexi
- 2003 - Matematiikkaa
- 2004 - Hetken kestää elämää
- 2004 - Murha
- 2005 - Keinu
- 2005 - Sivustakatsoja
- 2007 - Poika nimeltä Päivi
- 2010 - Sua kaipaan
- 2010 - Suloinen myrkynkeittäjä (Mariska & Pahat Sudet)
- 2012 - Liekki (Mariska & Pahat Sudet)
- 2012 - Kukkurukuu (Mariska & Pahat Sudet)
- 2012 - Kuolema on kalamies (Mariska & Pahat Sudet)
- 2015 - Itserakkausjuttuu
- 2015 - Sotilaat
- 2016 - Typötyhjiin
- 2016 - Entiselle
- 2019 - Grafeenia
- 2019 - Muuttumisleikki
- 2019 - Minä liityin sinuun
- 2020 - Sun Forever

#### Come featuring
- 2005 - Hellä ori (Lord Est feat. Mariska)
- 2010 - Minä (Kymppilinja feat. Mariska)
- 2012 - Tytöt (PMMP feat. Mariska)
- 2016 - Lähiöunelmii (Teflon Brothers feat. Mariska)
- 2016 - Soittorasia (Petri Nygård feat. Mariska)